# 1901 en Italie
Chronologie de l'Italie
- 1897
- 1898
- 1899
- 1900
- 1901
- 1902
- 1903
- 1904
- 1905

## Événements
- 18 janvier : le pape Léon XIII publie son encyclique Graves de communi re concernant la démocratie chrétienne. Il insiste sur le caractère apostolique que doit prendre la démocratie chrétienne[1].
- 15 février : démission de Giuseppe Saracco. Victor-Emmanuel III d'Italie confie le gouvernement à un vieux libéral progressiste, Giuseppe Zanardelli, qui rappelle aux affaires Giovanni Giolitti comme ministre de l’Intérieur. Début d'une période libérale, dite giolittienne (fin en 1914)[2]. Giovanni Giolitti appartient à la gauche constitutionnelle mais pratique une politique de consensus avec les opposants. Cette politique favorise la stabilité politique, mais entraîne le clientélisme, la corruption, la « mala vita ». Giolitti fait adopter une série de lois sociales par le Parlement : lois sur les accidents du travail (1904), sur le travail des femmes et des enfants (1902), sur le repos hebdomadaire (1907), les retraites (1901), etc[3].
- 7 avril : la Suisse décide d'extrader une personne soupçonnée d'avoir pris part à l'attentat contre le roi Umberto Ier d'Italie le 29 juillet 1900. Cette décision provoque de violentes manifestations dénonçant une atteinte au droit d'asile[4].
- 27 avril - 11 mai : premier Tour d'Italie automobile[5].

- Avril : débat parlementaire sur les organisations syndicales paysannes. Giolitti défend le droit d’association[6].

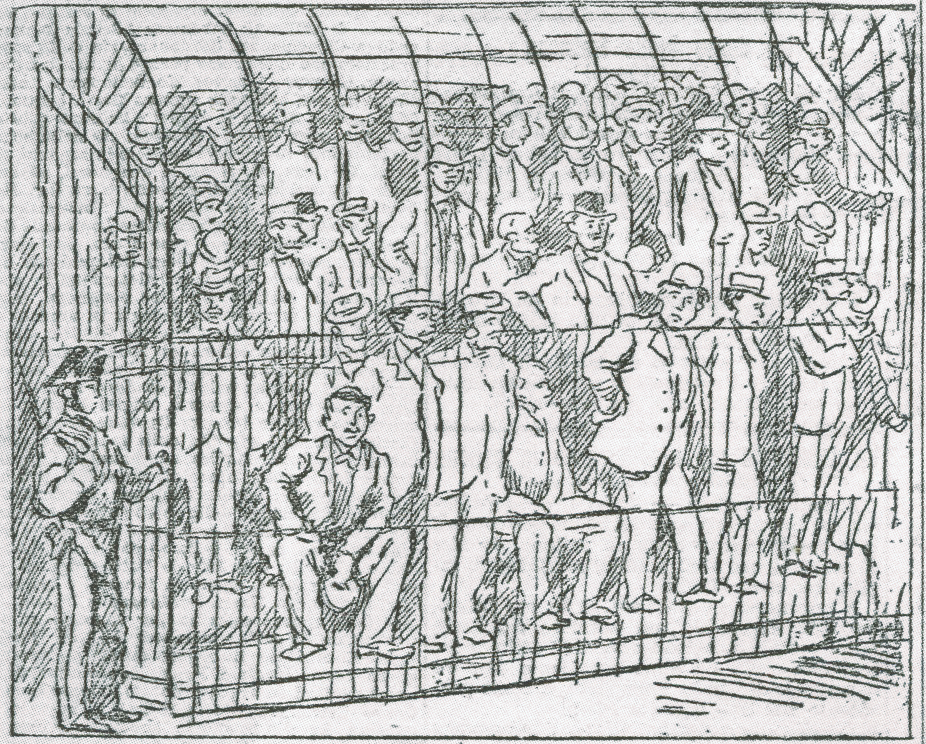
Grand procès de 1901 contre la mafia : 89 inculpés, 32 condamnés, une bonne partie libérée en raison de la détention provisoire déjà effectuée. Illustration du journal de Palerme, L'Ora, propriété de la riche famille Florio, elle-même liée à la mafia.

- Mai : ouverture à Palerme d'un grand procès contre la mafia sicilienne[7].

- 20 juillet : promulgation par décret royal des lois concernant l'institution d'une Caisse nationale de prévoyance pour l'invalidité et la vieillesse[8].

- 9 octobre : le brigand Giuseppe Musolino est capturé par deux carabiniers à Acqualagna[9].

- 6 décembre : une proposition de loi sur le divorce est présentée à la Chambre[10] ;  deux propositions de lois sur le divorce présentés à la Chambre en décembre 1901 et février 1902 échouent[11].

- 1042 grèves en 1901. 413 959 grévistes  (190 974 dans l’industrie, 222 985 dans l’agriculture)[12].

- 16 451 km de chemin de fer[13].

## Culture

### Opéras créés en 1901
- 17 janvier : Le maschere, opéra de Pietro Mascagni sur un livret de Luigi Illica simultanément sur six scènes italiennes.

## Naissances en 1901
- 25 février : Guido Gianfardoni, footballeur, puis entraîneur de football. († 26 avril 1941)
- 11 mai : Camillo Mastrocinque, réalisateur et scénariste. († 23 avril 1969)
- 30 juillet : Arnaldo Carli, coureur cycliste sur piste, champion olympique de poursuite par équipes aux Jeux olympiques de 1920 à Anvers. († 14 septembre 1972)

## Décès en 1901
- 27 janvier : Giuseppe Verdi, 87 ans, compositeur de la période romantique, dont l'œuvre, composée essentiellement d’opéras est l'une des plus importantes de toute l'histoire du théâtre musical.. (° 10 octobre 1813)
- 5 avril : Angelo Messedaglia, 80 ans, universitaire, économiste, professeur à l’université de Rome « La Sapienza » et homme politique, député du royaume d'Italie de 1865 à 1886. (° 2 novembre 1820)
- 8 juin : Salvatore Cognetti de Martiis, 57 ans, universitaire, économiste, journaliste et patron de presse, actif dans la deuxième moitié du XIXe siècle. (° 19 janvier 1844)
- 12 août : Francesco Crispi, 81 ans, homme politique du royaume d'Italie, président du Conseil de 1887 à 1891, puis de 1893 à 1896. (° 4 octobre 1819)